# Alexei Bronislawowitsch Sossinski

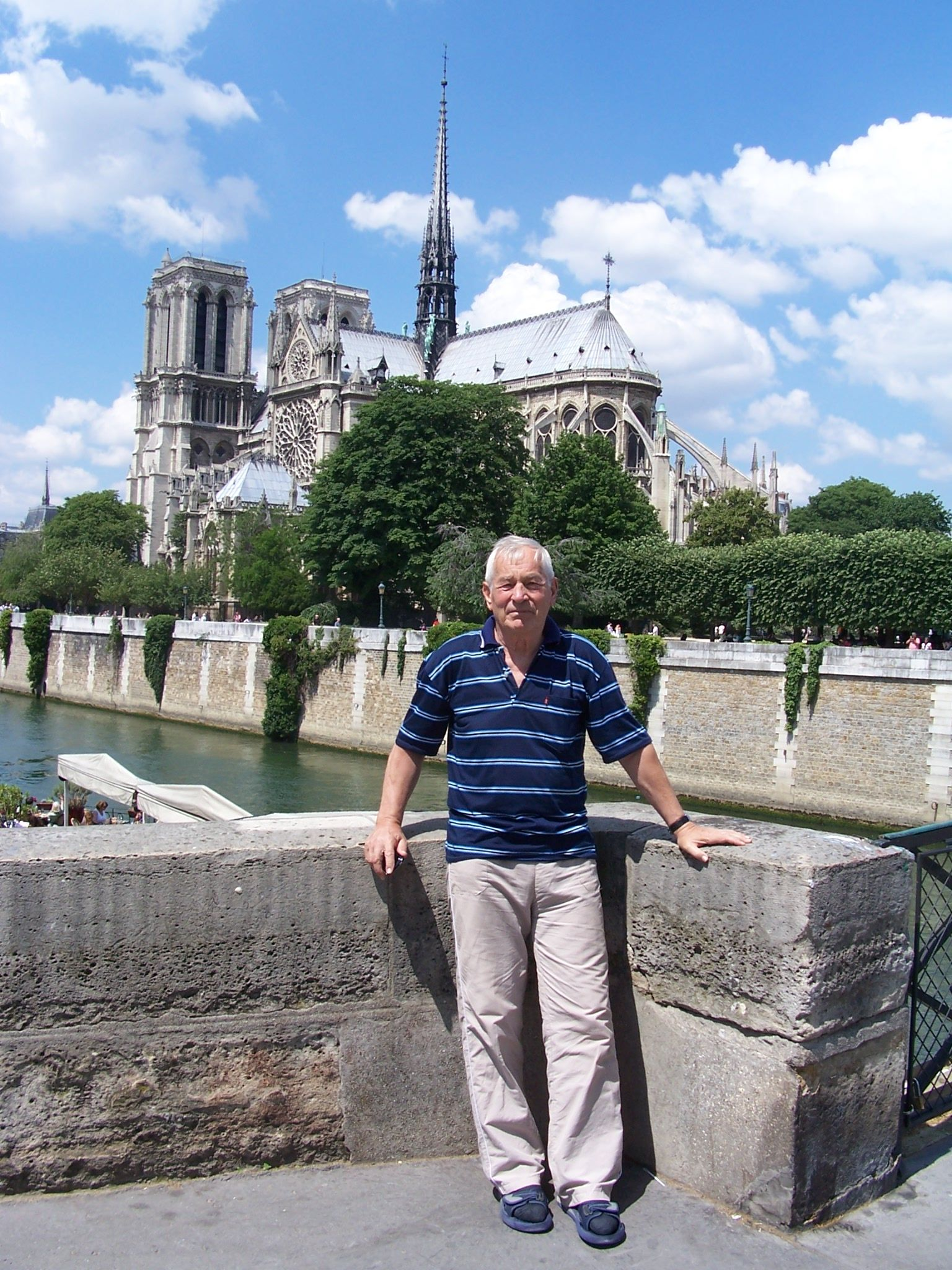
Alexei Bronislawowitsch Sossinski, 2009

Alexei Bronislawowitsch Sossinski (russisch Алексей Брониславович Сосинский; englische Transkription Alexei Sossinsky; * 7. Oktober 1937 in Paris) ist ein russischer Mathematiker, der sich insbesondere mit Knotentheorie beschäftigt.
Sossinski ist der Sohn russischer Emigranten und wuchs zunächst in Paris auf. Seine Mutter war die Tochter von Wiktor Michailowitsch Tschernow, dem Präsidenten der Konstituierenden Versammlung, der mit der Machtübernahme der Bolschewiki Russland verlassen musste. Die Tochter folgte 1923. Sein Vater war Offizier in der Weißen Armee, die Eltern trafen sich im Exil in Paris. 1948 siedelte die Familie nach New York City über, wo er auf das französische Gymnasium ging (Lycée Français). Sossinski begann dann ein Mathematikstudium an der New York University, unter anderem bei Jean Van Heijenoort. 1957 machte er seinen Bachelor-Abschluss und wechselte dann an die Lomonossow-Universität (Mech-Math Fakultät) in Moskau, nach eigenen Worten wegen dessen gutem mathematischen Ruf, seiner Affinität zu russischer Kultur und Illusionen über die politische Entwicklung in der Sowjetunion, die er damals hegte. 1961 machte er dort sein Diplom und arbeitete dann bei Ljudmila Keldysch an seiner Habilitation (russischer Doktortitel), die 1966 bei M. F. Bokshtein und R. L. Frum-Ketkov erfolgte, mit einer Arbeit über Knotentheorie (Vieldimensionale topologische Knoten). Er bewies darin die Zerlegung eines Knotens in beliebiger Dimension in endlich viele Primfaktoren. Danach war er Assistenzprofessor am Lehrstuhl für Geometrie und Topologie von Mech-Math bei Pawel Sergejewitsch Alexandrow. 1974 musste er die Universität verlassen, als der politische Druck auf die Fakultät zunahm, und war danach auf Vermittlung von Andrei Kolmogorow 13 Jahre lang bis 1987 einer der Herausgeber der populärwissenschaftlichen Zeitschrift Kwant. Daneben unterrichtete er an der von Bella Abramowna Subbotowskaja organisierten jüdischen Untergrunduniversität, die bis 1983 bestand. Er arbeitete auch als Übersetzer unter anderem von russischer Lyrik und von Mathematikbüchern. Von 1987 bis 1994 war er leitender Wissenschaftler am Moskauer Institut für Elektronik und Mathematik (MIEM). Anfang der 1990er Jahre war er einer der Mitgründer und Professor an der Unabhängigen Universität Moskau (IUM), die von führenden Mathematikern in Russland gegründet wurde, da man der Meinung war, dass die einst hochangesehene Mech-Math Fakultät nicht mehr zu reformieren war. Gleichzeitig leitete er das französisch-russische Poncelet-Mathematik-Labor. Seit 1995 war er auch am Labor für mathematische Methoden am Institut für Probleme der Mechanik der Russischen Akademie der Wissenschaften. Er war Gastprofessor an verschiedenen französischen Universitäten und am MASS Programm der Penn State University beteiligt (Mathematics Advanced Study Semesters) sowie am Math in Moscow Programm (MIM) für US-amerikanische Studenten in Moskau, das in Verbindung mit dem MCCME (Center for Continuous Mathematical Education) und der IUM steht.
Sossinski befasste sich mit niedrigdimensionaler Topologie und Knotentheorie, über die er ein in mehrere Sprachen übersetztes populärwissenschaftliches Buch schrieb. Daneben befasst er sich mit Algorithmen und Unentscheidbarkeitsfragen in der Algebra.

## Schriften
- mit Victor Prasolov: Knots, links, braids and 3-manifolds, American Mathematical Society 1997
- mit V. Prasolov: Knoten und niedrigdimensionale Topologie, IUM Publications, Moskau 1993 (russisch)
- Wie man eine mathematische Veröffentlichung auf Englisch schreibt, IUM Publications, 1993, 3. Auflage Moskau 1998 (russisch)
- Mathematik der Knoten, Rowohlt Taschenbuch 2000 (zuerst in Französisch  erschienen: Nœuds. Genèse d’une théorie mathématique, Editions du Seuil, Paris 1999, englische Ausgabe Knots- mathematics with a twist, Harvard University Press 2002)